# Рахимов, Кайролла Дюсенбаевич
Кайролла Дюсенбаевич Рахимов (15.03.1948) — казахстанский врач-фармаколог, организатор медицинской науки и высшего образования, один из основателей казахстанской школы фитофармакологии. Доктор медицинских наук, профессор, академик Национальной академии наук РК и Нью-Йоркской академии наук (США). Первый Председатель и организатор Казахстанского Фармакологического Государственного комитета. Қазақстанның еңбек сіңірген қайраткері, Лауреат Государственной премии Республики Казахстан в области науки и техники, главный внештатный фармаколог Минздрава РК, Президент ассоциации фармакологов и фармацевтов Республики Казахстан. «Почетный гражданин Баянаульского района», «Почетный гражданин Павлодарской области», «Отличник здравоохранения Республики Казахстан».

## Биография
Родился в 1948 году в Баянаульском районе Павлодарской области.
Окончил в 1972 году Алматинский государственный медицинский институт, в 1978 году — аспирантуру КазНИИ онкологии и радиологии. В 1993 году защитил диссертацию на соискание учёной степени доктора медицинских наук на тему: «Новые природные соединения в химиотерапии лекарственно резистентных опухолей» в ВОНЦ имени академика Н. Н. Блохина (г. Москва), в том же году искомая учёная степень утверждена решением ВАК. В 1996 году решением ВАК при Кабинете Министров РК присвоено ученое звание профессора медицины.
Лауреат Государственной премии Республики Казахстан 2007 года в области науки и техники за цикл работ в области фитофармакологии.

## Трудовая деятельность
1. 1972—1975 — врач-хирурга Центральной городской клинической больницы
2. 1978—1991 — младший, старший научный сотрудник, заведующий лабораторией фармакологии КазНИИ онкологии и радиологии
3. 1991—1999 — старший преподаватель, доцент и профессор кафедры фармакологии КазНМУ им. С. Асфендиярова.
4. 1993—2003 — первый председатель Государственного фармакологического комитета Министерства здравоохранения РК;
5. 1996 — главный научный сотрудник лаборатории фитофармакологии при Международном научно-производственном холдинге «Фитохомия» (г. Караганда)
6. В 2000 году — основатель и заведующий кафедрой общей и клинической фармакологии Казахстанско-Российского медицинского университета.
7. 2004—2005 — заместитель генерального директора по науке РГКП «Национальный центр экспертизы лекарственных средств, изделий медицинского назначения и медицинской техники»
8. 2007—2014 — главный внештатный фармаколог Министерства здравоохранения РК
9. 2005—2018 — заведующий кафедрой клинической фармакологии, оценки технологии здравоохранения и доказательной медицины КазМУНО (организатор и первый ее заведующий).
10. С 2018 г. по настоящее время заведующий кафедрой клинической фармакологии КазНМУ С. Д. Асфендиярова.

## Научная деятельность
Автор 1088 научных трудов, в том числе 60 монографий, 67 учебных пособий и методических рекомендаций, 763 научных статьей и тезисов в отечественных и международных журналах с импакт-фактором; им получено 131 авторских свидетельств и патентов на изобретения, а также удостоверений на 27 рационализаторских предложений, является руководителем и консультантом более 40 докторских, кандидатских и PhD диссертаций. Индекс Хирша на базе данных Web of Science — 2.0. и Scopus — 3.0. Google Sсholar — 7.0.; количество цитирований по Web of Science — 11; количество цитирований по Scopus — 27; Количество цитирований по Google Sсholar — 171.
Исследовал 166 новых природных препаратов и продуктов их модификации, проведен комплекс фармакологического и клинического изучения препаратов, зарегистрированы и внедрены в практическое здравоохранение более 15 инновационных, оригинальных отечественных фито препаратов.
При его участии были получены различные отечественные препараты с фармакологическим действием.
• «Арглабин», • «Алхидин», • «Алнусидин», • «Биалм» (противоопухолевое), • «Сальсоколлин» (гепатопротекторное),
• «Калиор» (антисептическое), • «АВС» (мазь), и т. п.
• Қазақстанның дәрілік өсімдіктері және оның қолданылуы (1998)
• Биологический активный комплекс — Алхидин и его фармакологическая активность (2001)
• Лекарственные препараты в Казахстане (2004) и др.

## Награды и звания
1. Доктор медицинских наук (1993)
2. Профессор(1996)
3. Грамота Верховного Совета Казахской ССР (1981)
4. Премия Ленинского комсомола Алма-Атинской области (1982)
5. «Отличник здравоохранения Республики Казахстан» (1998)
6. Нагрудный знак «За заслуги в развитии науки Республики Казахстан» (2001)
7. «Почетный работник образования Республики Казахстан» (2002)
8. Медаль «Ерен еңбегі үшін» (Указ Президента РК № 3113 от 12.12.2005)
9. Лауреат Государственной премии Республики Казахстан в области науки и техники (Указ Президента РК № 451 от 03.12.2007)
10. «Алтын дәрігер» (2007)
11. Орден Ломоносова (Постановление Президиума Национального Комитета Российской Академии наук от 25.06.2008 г. № 180)
12. Нагрудный знак «Денсаулық сақтау ісіне қосқан үлесі үшін» (2008)
13. Заслуженный деятель Казахстана (Указ Президента РК № 118 от 05.12.2011)
14. «Почетный гражданин Баянаульского района» (13.12.2013)
15. «Почетный гражданин Павлодарской области» (22.11.2017)
16. Академик Национальный академии наук Республики Казахстан (2017)
17. Медаль МЗ РК «Еңбек ардагері» (2019)
18. Лучший преподаватель ВУЗа — 2020